# Iglesia de San Esteban Protomártir (San Esteban del Valle)
La iglesia parroquial de San Esteban Protomártir es un templo católico situado en la localidad española de San Esteban del Valle, perteneciente a la provincia de Ávila, en la comunidad autónoma de Castilla y León.

## Historia y características
La construcción de la iglesia, de estilo gótico isabelino, tuvo lugar entre finales del xv y comienzos del xvi.
La iglesia, de una sola nave rectangular estrechada por el ábside, poligonal, presenta un púlpito plateresco de hierro forjado de forma hexagonal, una reja del mismo material que divide la capilla mayor del resto de la nave y una portada renacentista.
La iglesia fue declarada monumento histórico-artístico —antecedente de la figura de bien de interés cultural— por Real Decreto de 15 de octubre de 1982.
Pertenece a la diócesis de Ávila y al arciprestazgo de Arenas de San Pedro.Ávila